# Filippinsk krokodil
Filippinsk krokodil (Crocodylus mindorensis) är en art i familjen krokodiler som endast lever i filippinskt sötvatten. Trots att arten är fridlyst hotas den av fiskemetoder som dynamitfiske. Det finns troligtvis inte mer än 100 nu levande exemplar i det vilda. Det är strängt förbjudet att döda en krokodil i landet, och det är straffbart enligt lag.
Arten blir inte längre än 3 meter lång och har en relativt bred nos. Honor är allmänt mindre än hanar.
Födan utgörs av fiskar, vattenlevande ryggradslösa djur, små däggdjur, små fåglar och små kräldjur. Enligt ett fåtal iakttagelser sker parningen i januari. Honor lägger sedan 7 till 30 ägg och äggen kläcks efter 65 till 85 dagar.
Innan äggen läggs bygger honan boet som kan vara upphöjd med kvistar, löv och jord eller boet är en grop. Boet bevakas av honan och hanen ömsesidig. Hos andra krokodiler bestäms ungarnas kön av temperaturen i boet och det antas vara likadant för filippinsk krokodil. Individerna kan troligen leva 70 till 80 år men uppgiften behöver bekräftelse.